# Poljančani
Poljančani is een plaats in de gemeente Kapela in de Kroatische provincie Bjelovar-Bilogora. De plaats telt 103 inwoners (2001).